# Đại dịch đậu mùa Nam Tư 1972
Đại dịch đậu mùa Nam Tư năm 1972 là đại dịch lớn nhất cuối cùng của bệnh đậu mùa ở châu Âu. Đại dịch này tập trung ở Kosovo và Belgrade (lúc đó là một phần của Cộng hòa Xã hội chủ nghĩa Liên bang Nam Tư). Một người hành hương Hồi giáo đã mắc vi rút bệnh đậu mùa ở Trung Đông. Khi trở về nhà ở Kosovo, ông bắt đầu lây lan dịch bệnh, trong đó 175 người bị nhiễm, 35 người trong số họ đã chết. Dịch bệnh được xử lý hiệu quả bằng cách kiểm dịch thực thi và tiêm chủng hàng loạt. Phim Variola Vera năm 1982 dựa trên sự kiện này.

## Bối cảnh
Đến năm 1972, tiêm phòng bệnh đậu mùa đã được phổ biến rộng rãi từ lâu và căn bệnh này được coi là đã bị loại trừ ở châu Âu. Dân số của Nam Tư đã được tiêm phòng chống bệnh đậu mùa thường xuyên trong 50 năm, và trường hợp cuối cùng được báo cáo vào năm 1930. Đây là nguyên nhân chính gây ra phản ứng chậm ban đầu của các bác sĩ, những người không kịp nhận ra các triệu chứng của bệnh.
Vào tháng 10 năm 1970, một gia đình người Afghanistan đã đi hành hương từ Afghanistan, nơi bệnh đậu mùa đang lây lan, đến Mashhad ở Iran, gây ra một đại dịch bệnh đậu mùa ở Iran kéo dài đến tháng 9 năm 1972. Đến cuối năm 1971, những người đi hành hương bị nhiễm bệnh đậu mùa trên chuyến hành hương đã đưa bệnh đậu mùa từ Iran vào Syria và Iraq.

## Bùng phát

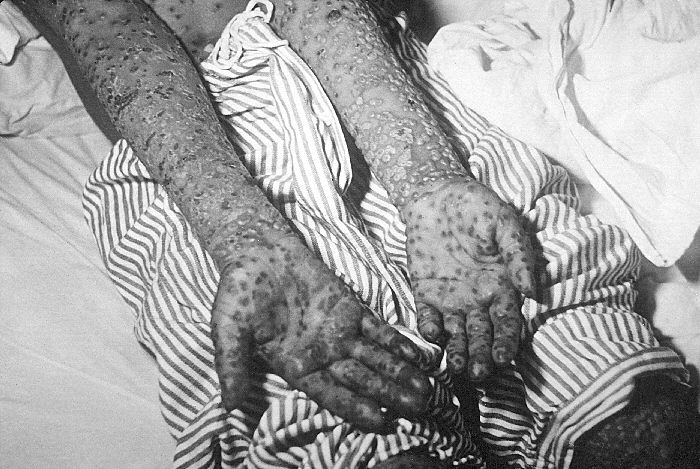
Bệnh nhân bị bệnh đậu mùa, Kosovo, dịch Nam Tư, tháng 3 và tháng 4 năm 1972.

Đầu năm 1972, một giáo sĩ Hồi giáo 38 tuổi người Do Thái Kosovo Albania tên là Ibrahim Hoti, từ Damnjane gần Đakovica, Kosovo, Serbia, đã thực hiện cuộc hành hương đến Mecca. Ông cũng viếng thăm các thánh địa ở Iraq, nơi có những trường hợp mắc bệnh đậu mùa. Ông trở về nhà vào ngày 15 tháng Hai. Sáng hôm sau ông cảm thấy nhức nhối và mệt mỏi, nhưng cho rằng việc này là do chuyến đi xe buýt dài. Hoti sớm nhận ra rằng mình bị nhiễm trùng, nhưng sau khi cảm thấy sốt trong vài ngày và phát ban, ông đã hồi phục - có lẽ vì ông đã được chủng ngừa hai tháng trước đó.